# Tassilo I
Tassilo I (ur. 560; zm. 610) – władca Bawarii w latach 591–610, prawdopodobnie syn Garibalda I i jego żony Waldrady.
Tassilo miał przenieść się na ziemie Słowian i stamtąd powrócić po wygranej bitwie. W roku 595 wysłał armię 2000 ludzi do odparcia inwazji słowiańskich. 
Nieznana jest jego żona. Po jego śmierci następcą został jego syn Garibald II.